# Chris William Martin
Chris William Martin (geboren als Christopher William Martin) (Burnaby, 17 januari 1975), ook bekend als Corky Martin, is een Gemini Award-genomineerde Canadese acteur. Hij heeft in verschillende televisieseries gespeeld, waaronder Felicity.

## Vroegere leven
Martin werd geboren in Burnaby, Brits-Columbia, Canada, de zoon van Victoria Kathleen en Chris William Martin. Hij ging naar de middelbare school gelegen in McRoberts, gevolgd door de highschool in Richmond, Brits-Columbia. Hij is tevens alumnus van de Ideal Mini School in Vancouver.

## Carrière
Zijn eerste rol was in de dramaserie Fifteen (1991), gefilmd in Vancouver. Zijn uitvoering van Dylan kreeg een nominatie voor Beste Jeugdacteur bij de Film Awards. Na het einde van de serie, speelde hij de rol van Jamie Novak in de highschooldrama Madison (1993), waar hij een Gemini nominatie kreeg voor beste acteur. In 1999 speelde hij in de film Johnny van regisseur Carl Bessai. Die film ontving de Special Jury award voor Beste Canadese First Feature Film bij het Internationaal filmfestival van Toronto. Hij speelde ook in de vervolgfilms Lola (2001) en Emile (2003), die beide weer geregisseerd werden door Carl Bessai. Hij verscheen in de film Try Seventeen (2002) samen met Elijah Wood en Mandy Moore. Later, in 2004, verscheen hij als de hoofdpersoon in The Volcano Disaster. Hij verscheen ook in verschillende televisieseries zoals Tru Calling, Intelligence en The Vampire Diaries. Hij is goed bevriend met Scarlett Johansson.
Behalve films en televisie verscheen hij ook in twee muziekvideo's van Alanis Morissette, namelijk "Everything" en "Crazy".